# Quercus myrsinifolia
Quercus myrsinifolia Blume – gatunek roślin z rodziny bukowatych (Fagaceae Dumort.). Występuje naturalnie w Wietnamie oraz południowych Chinach (w prowincjach Guangdong i Hajnan, a także w regionie autonomicznym Kuangsi).

## Morfologia
PokrójZimozielone drzewo dorastające do 20 m wysokości.
LiścieBlaszka liściowa jest nieco skórzasta, owłosiona i oprószona od spodu oraz ma kształt od lancetowatego do eliptycznie lancetowatego. Mierzy 3–11 cm długości oraz 0,5–18 cm szerokości, jest piłkowana przy wierzchołku, ma klinową nasadę i zaokrąglony wierzchołek. Ogonek liściowy jest nagi i ma 2–5 mm długości.
OwoceOrzechy o kształcie od jajowatego do elipsoidalnego, dorastają do 15–25 mm długości i 10–16 mm średnicy. Osadzone są pojedynczo w kubkowatych miseczkach do 20% ich długości. Same miseczki mierzą 13–15 mm średnicy.

## Biologia i ekologia
Rośnie w gęstych lasach, na wysokości od 500 do 2200 m n.p.m. Kwitnie od lutego do marca, natomiast owoce dojrzewają od sierpnia do listopada.